# Шинтоистички храм
Шинтоистички храм или светилиште (神社, じんじゃ- ђинђа) је свето шинтоистичко здање у којем је смештен гошинтаи, свети предмет за који се верује да је пребивалиште духа камија, шинтоистичког божанства, духа који се налази у природним појавама, животињама, па чак и прецима.
Процењује се да постоји око 100.000 храмова у Јапану.

## Историја храмова
У древно време шинтоизма, житељи јапанских села су сазивали зборове на којима би тражили савете камија посредством јоришироа (依り代, よりしろ), предмета или особе која може да послужи као домаћин за душу камија. Пошто душа камија, звана тама (たま) настани дотични предмет, тај предмет постаје гошинтаи, а ако ками опседне човека, тај човек постаје јоримаши (憑坐, よりまし) или камигакари (神懸り, 神憑, かみがかり). Ови сабори приређивани су на тихим местима на планини или у шуми, на пропланцима или у пећинама, углавном поред нељудских јоришироа, јер древни шинтоизам није имао стална здања храмова. Тек касније, ова света места где су се људи спајали са камијима временом прерастају у храмове. Нека светилишта и дан данас имају древне јориширое на свом тлу, обично дрвеће или стене украшене ужетом шиманавом. Јапанци су често одлазили на та места на ходочашће, доносећи у своје домове предмете са тих светих места или неку уметност везану за њих. Ова тековина и данас постоји.
Прве шинтоистичке грађевине појавиле су се онда када се појавила потреба за призивањем камија на одређена места како би их благосиљали, тј. са развојем пољопривреде. То су биле једноставне колибе које је требало да послуже као привремено пребивалиште камија, обично током жетве, како би ками могао да помаже и штити људе док раде. Касније, мали, рани примерци храмова почели су да се граде и на другим местима, и то најчешће на врховима гора, за које се највише веровало да су гошинтаи. Сходно томе, није било нужности за осликавањем гошинтаија, те рана светилишта нису ни имала сликовне представе камија или њихових гошинтаија.
Први стални храмови почели су да се граде са доласком будизма из Кине преко корејских досељеника. Будизам није потиснуо домаћи шинто, нити се сукобио са њим, већ су две вере успеле да се прожму и постигну суживот. Ова стална светилишта звала су се ђингуђи (神宮寺, じんぐじ) и садржала су будистички храм, отеру, и шинтоистичко светилиште, ђинђу, а разлог за ово спајање је био тај што су тада Јапанци почели да верују да су и камији подложни карми, те да и они такође треба да постигну просветљење и спасење од поновне реинкарнације самсара што је циљ будизма. Будистички храмови требало је да помогну и камијима у достизању тог циља. Мало је било независних шинтоистичких светилишта у то време. Један од ретких таквих био је Исе, храм посвећен јапанској богињи сунца, Аматерасу. Храм Исе је данас један од најпознатијих и најсветијих храмова.
Шинтоизам и будизам наставили су да се приближавају и прожимају, све до тачке када је једно здање служило и за шинтоистичке и будистичке службе. Но, у доба Токугава шогуната, почела је да се појављује извесна нетрпељивост према будизму, и све већа склоност ка чистом шинтоизму. У периоду Меиџи, влада је донела одлуке којима је званично разделила шинтоистичке и будистичке храмове и почела да прогони све што је будистичко, што је знатно шкодило јапанском наслеђу. Будистичке књиге су спаљиване, појмови забрањивани, земља плењена. Овакво понашање је трајало извесно време.
Ипак, ова веленаклоност шинтоизму и нетрпељивост према будизму, као и тежња ка оштром раздвајању поменута два су спласнули, и ствари су се мање-више вратиле на старо. Тако данас многи шинтоистички храмови у себи садрже будистичке предмете, као што будистички храмови на свом земљишту имају мала шинто светилишта у част камију тог округа.

## Састав храма
Улаз на тло храма овенчан је торијем, посебним луком или ужетом шиманавом, који служе као спона између духовног и обичног света. Неретко се иза торија на земљишту храма налази камено степениште, које се наставља као камена стаза (сандо) до самог светилишта. Прва грађевина на овоме путу је ћозуја, која служи за прање руку и уста, први обред прочишћавања на путу ка храму. За шинтоизам је веома битан појам духовне и телесне чистоте, стога постоји мноштво обреда прочишћавања. Више значаја се придаје духовној чистоћи, али се води рачуна и о телесној, пошто се верује да је чистоћа одлика божанстава. На путу се може наићи на још неколико торија, а поред стазе се неретко могу наћи камене светиљке (даи-доро) и лавопси, споменици пореклом из Кореје који подсећају на лавове (комаину), који чувају свето тло од зла. Обично један комаину има отворена уста, како би заплашио и отерао демоне, а други затворена, како би задржао и чувао добре духове. Путеви се понекад красе и сађењем дрвореда, а поред стазе се може наћи и дрвена плоча на којој су исписана имена добротвора дотичног светилишта.
У самом храму се налазе шамушо, свештеничке пословнице, где људи одлазе да траже услуге од свештеника, попут вршења ритуала. Главна верска здања храма су:
- Хеиден или Кагура-ден, дворана дарова, у којој се врше обреди за неке од битнијих животних дешавања попут представљања норођенчета божанству и мољењу истога за заштиту детета. Молитељи у овој просторији обично божанству пружају ситније дарове, а изводе се и плесови и свирају песме које су угодне божанству.
- Хаиден, дворана обожавања, је место у којем се врше значајнији обреди и божанству нуде дарови као што је саке и пиринач, такође уз плес и песму. Ова дворана је, као и друге у храму, направљена од најлешпшег дрвета. Предмети обожавања који се могу наћи у хаидену су штапић за пурификацију (хараигуши), олтари, понуде сакеа и велике кесе пиринча, као и бубњеви, чијим ударањем се означава завршетак шинтоистичког ритуала. Сви ови предмети се налазе у што мањем броју и количини, како не би нарушили лепоту и једноставност дворане.
- Хонден, дворана божанства, је најситнија зграда храма, но у њој се држи најсветији од свих предмета, гошинтаи.[3] Врата дворане божанства се отварају само током одређених празника како би свештеници и посетиоци храма могли да опште са дотичним божанством. Но, сам гошинтаи се никада не открива. Чак и током тих празника се излаже прекривен тканином, одавајући тако утисак тајанствености.

## Гошинтаи
Гошинтаи (御神体、ごしんたい) или само шинтаи (神体 しんたい） се може превести као свето тело божанства односно камија, и то је заправо свети предмет за који се верује да служи као пребивалиште за душу (たま, тама) божанства. Обичном човеку је забрањено да види овај предмет, те само свештеници највиших чинова имају дозволу да виде и да се старају о овим предметима смештеним у самом срцу шинто храма, у дворани божанства, хондену, прекривеним тканином. Мада, понекад је чак и њима забрањено да виде ове најсветије предмете, те се годинама обмотавају у све више слојева тканине, и полажу у све више ковчежића, попут египатског саркофага, да се понекад чак и заборави који је шинтаи заправо предмет. Шинтаи може бити природан или вештачки предмет, те тако може бити мали камен, прут, мач, огледало, накит, лутка, но може бити и много већих размера. Неретко је шинтаи такође и дрво, водопад, стена, па чак и сама гора. Најпознатији и највећи шинтаи је планина Фуђи.
Такође, сваки човек је могући шинтаи, односно рокуширо. Но, само одређени људи бирају да допусте камијима да запоседну њихово тело. Људски шинтаи се зове јоримаши или камигакари, и ту улогу обично врше шинто свештеници, али и јокозуна, врховни сумо рвач Јапана, кога краси шиманава, уже од пиринчане сламе које одбија зле духове од њега.
Упркос значењу речи, шинтаи није тело камија, већ средство помоћу којег божанство ступа у додир са човечанством, привремено боравиште његовог духа приликом општења са људима, односно њиховог обожавања.
Једино време када се шинтаи вади из хондена јесте током мацурија тј. празника, и тада се полаже у микоши, привремени преносиви храм, и даље ван вида, и тада се проноси кроз улице.

## Камидана
Временом, чак су и у кућама Јапанаца почеле да се праве мала светилишта у којима се породице моле божанствима и преминулим прецима за добробит својих укућана. Ова мала домаћа светилишта се зову камидана (かみだな) или божја полица, јер се на њима налазе гошинтаи са делом подељене душе божанства из околног храма. Шименава подсећа да је ово свето место. Могу се наћи и амајлије донете из посете храмовима, или предмети донети са неког природног гошинтаија, рецимо планине. Но, најчешће се у камидану полаже кружно огледало. У вазама на камидани је пожељно да се нађу сакаки гране, свете за камија, мада се као замена може користити лепо цвеће у саксији или букету. Камидана треба да буде уредна, чиста и прелепа, као и сва света места.
Домаће обожавање камија прилично је слично обожавању у шинто храму. Након прања руку, чланови породице призивају камија и моле му се, дарујући му скромне поклоне попут мало хране (обично воћка или мало пиринча), течности (вода или саке) или цвећа.
Одавање почасти прецима треба свакодневно да се ради, али нарочито на посебне годишњице преминулог, као и у времена када се породица бори са потешкоћама или нешто прославља. Њима се такође посвећују молитве, приносе понуде воде, сакеа, мале количине соли, пиринча, поврћа или куване хране. Свеже цвеће се може такође стављати на олтар.

## Најпознатији храмови
Храм Исе је историјски најзначајнији храм у Јапану и налази се у Мие префектури. Посвећен је богињи Аматерасу, за коју се сматра да је божански предак владара, и самим тим је Исе породични храм владарске породице. Међутим, Исе је посвећен само владару, па је тако чак и мајци владара, жени и баби била потребна његова дозвола да би ушле у храм. Сваки Јапанац тежи да барем једном у свом животу посети овај прелепи храм.
Храм Изумо Таиша је врло стар и не зна се датум када је настао. Локација му је у Шимане префектури. За овај храм су везани многи популарни митови. Ками који је везан за Изумо Таиша је Окунинуши и постоји веровање да се сваког октобра сви јапански богови окупљају у овом храму. Због овог веровања, месец октобар је знан и као 'месец без богова' (Каназуки), док је у овом храму знан као 'месец са боговима'(Камиаризуки).
Фушими Инари Таиша је главни храм највеће мреже храмова у Јапану, која има више од 32 000 чланова. Налази се у Кјоту и у њему се од осмог века обожава Инари Оками, ками лисица, сакеа, фертилитета, индустрије и успеха уопште. Овај храм се налази у подножју планине Инари и од њега иду стазе ка многим мањим храмовима на планини.
Храм Ицукушима је заједно са Мунаката Таишом, главни храм Мунаката мреже храмова. Познат је по свом торију који се уздиже из воде и под заштитом је УНЕСКО светског наслеђа. Посвећен је трима ћеркама Сусано но микото, камија мора и олуја и брата богиње Аматерасу.
Храм Уса се налази у Оита префектури, и заједно са Ивашимизу Хаћиман-гу чини главни храм Хаћиман мреже храмова. Лоциран је на врху планине Отокојама, и посвећен владару Ођину, његовој мајци и женском камију Химе но Оками.